# Palais des sports de glace Salavat-Ioulaïev
Le Palais des sports de glace Salavat-Ioulaïev (en russe : Дворц спорта Салават Юлаев) est une salle omnisports situé à Oufa en Russie, qui peut servir de patinoire de hockey sur glace, de salle de basket-ball ou encore salle de concert.
C'est l'ancienne patinoire du Salavat Ioulaïev Oufa. Sa capacité est de 4 200 places.

## Événements
- Championnat du monde junior de hockey sur glace 2013